# Kirchberger (Patrizierfamilie)

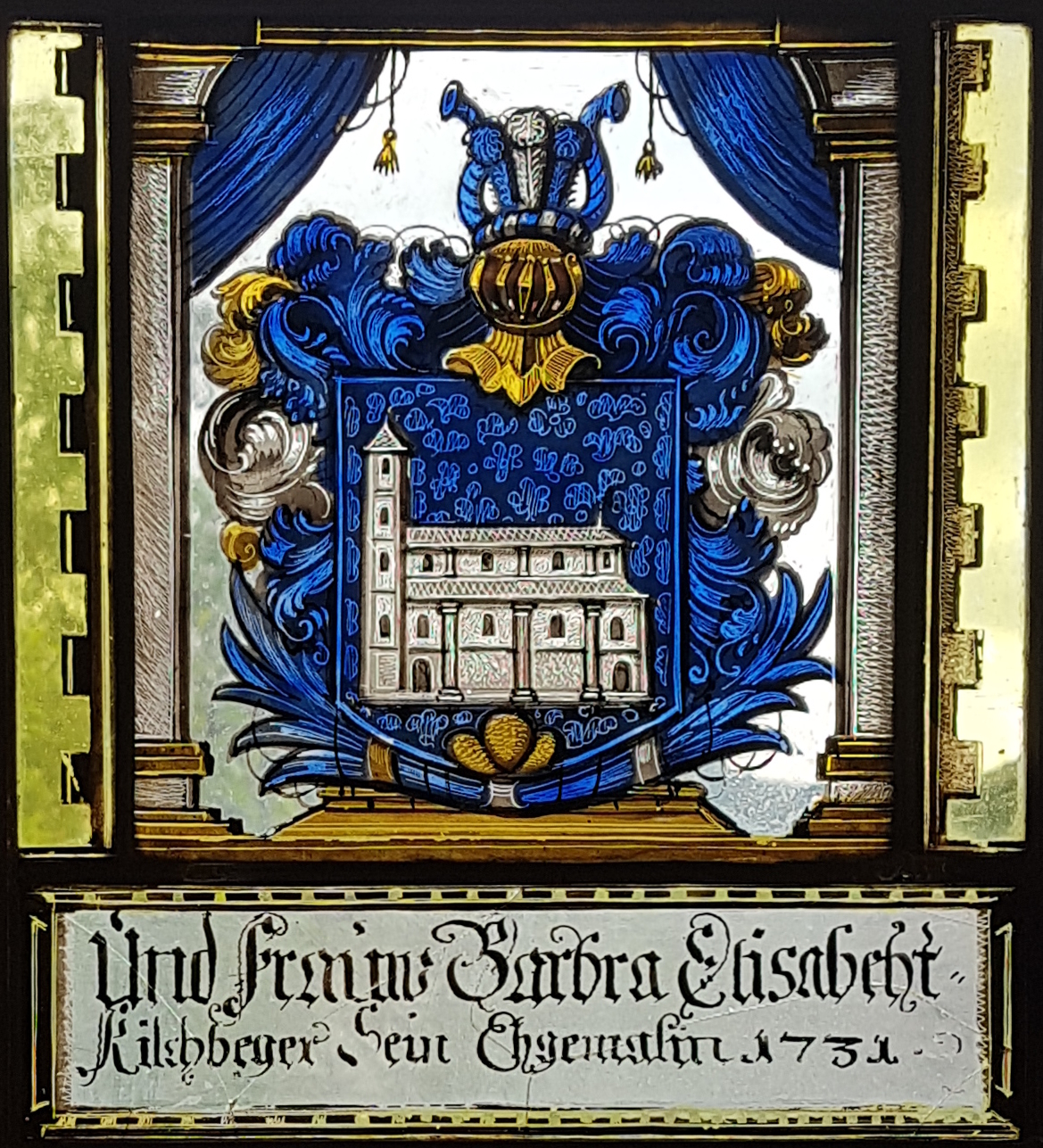
Wappen Kirchberger in der Kirche Muri bei Bern (1731)

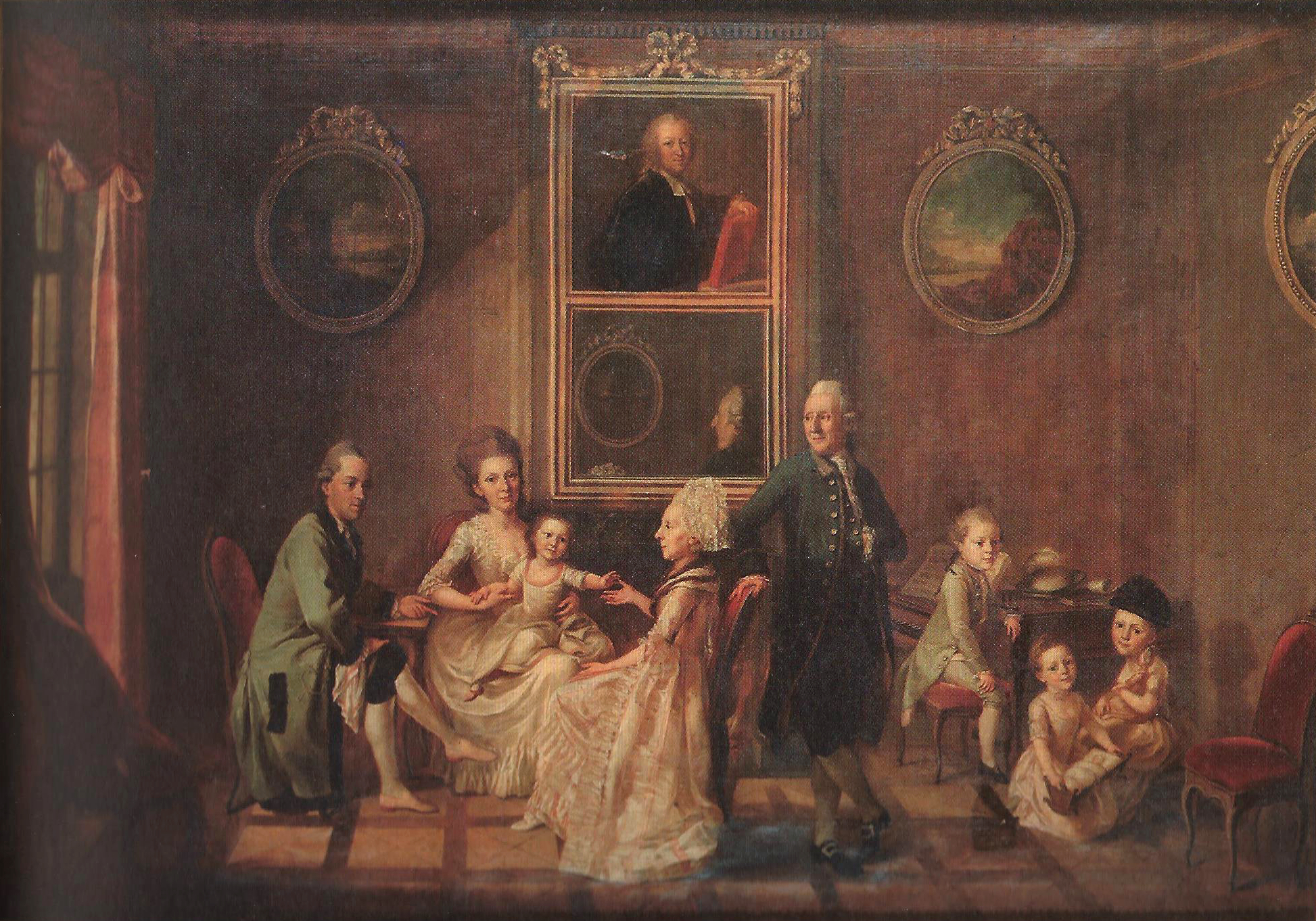
Der bernische Stadtschreiber Samuel Kirchberger und seine Familie, anonymes Bildnis (um 1775)

Die Familie Kirchberger (auch Kilchberger) war eine Berner Patrizierfamilie, die sich im 14. Jahrhundert in Bern niederliess und 1836 im Mannsstamm ausstarb. Der jeweils erstgeborene männliche Nachfahre des Johann Rudolf von Sinner (1800–1880) und der Constance Kirchberger (1805–1849) trägt seit 1890 nach britischer Tradition den Namen Kirchberger (dem Namen von Sinner vorangestellt).

## Personen
- Philipp Kirchberger († 1571), Berner Grossrat, Ungelter, Landvogt von Bipp, Landvogt von Morges, Landvogt von Moudon, Besitzer der Herrschaft Reichenbach, Mitherr von Worb
- Johann Anton Kirchberger (I.) (1623–1696), Schultheiss von Bern, Herr zu Bremgarten, Landvogt von Aarwangen, Kleinrat, Venner zu Schmieden
- Johann Anton Kirchberger (II.) (1655–1716), Berner Grossrat, Landvogt von Frienisberg, Venner zu Schmieden
- Johann Anton Kirchberger (III.) (1687–1744), Berner Grossrat, Landvogt von Bipp, Kleinrat, Venner zu Schmieden, Deutschseckelmeister
- Samuel Kirchberger (1702–1760), Stadtschreiber von Bern
- Johann Friedrich Kirchberger (1711–1762), Rektor der Berner Akademie
- Samuel Kirchberger (1735–1786), Stadtschreiber von Bern, Gutsbesitzer im Rabbenthal
- Karl Rudolf Kirchberger (1739–1808), Freiherr zu Rolle, Herr zu Mont-le-Vieux
- Niklaus Anton Kirchberger (1739–1799), Schweizer Magistrat und Ökonom, Herr zu Liebistorf
- Karl Rudolf Kirchberger (1766–1819), Oberamtmann in Fraubrunnen, des Kleinen Rats, 1816 in den preussischen Grafenstand erhoben

## Archive
- Familienarchiv (1) im Katalog der Burgerbibliothek Bern
- Familienarchiv (2) im Katalog der Burgerbibliothek Bern
- Familienarchiv (3), GEN 2030 Kirchberger im Katalog des Staatsarchivs Bern.